# 시이나 가즈마
시이나 가즈마(일본어: 椎名 一馬, 1986년 8월 26일 ~ )는 일본의 축구 선수이다.

## 구단 경력
그는 2009년부터 2021년까지 J리그의 파지아노 오카야마에서 활동하였다.